# Abraham Koubi
Abraham „Abram“ Koubi (* 26. Juli 1874 in Oran, Französisch-Nordafrika; † 2. November 1950 ebenda) war ein französischer Turner, algerischer Herkunft.

## Leben
Abraham Koubi turnte für den Verein Société de Gymnastique Le Concorde aus Oran und ging bei den Olympischen Sommerspielen 1900 in Paris für Frankreich an den Start. Dort belegte er in dem als „Championnat International de Gymnastique“ bezeichneten Einzelmehrkampf den 93. Platz.